# Suwanosejima
Suwanosejima (jap. 諏訪之瀬島) ist eine bewohnte Vulkaninsel mit einer Fläche von 27,66 km² in der Präfektur Kagoshima. Sie zählt zu den Tokara-Inseln und ist nach Nakanoshima die zweitgrößte der zehn Inseln dieser Inselkette.
Sie gehört zum Verwaltungsbezirk der Stadt Toshima im Landkreis Kagoshima. Auf der Insel lebten 2004 48 Menschen in 25 Haushalten. Auf der Insel gibt es eine Grund- und Mittelschule die von 17 Schülern (2016) besucht wird.
Der Schichtvulkan, der die Insel bildet, gehört zu den weltweit aktivsten Vulkanen.
Der Vulkan verfügt über 4 Krater. Der aktuell aktive Krater ist der Otake.